# История доктора Иоганна Фауста
«Исто́рия до́ктора Иога́нна Фа́уста» («Фауст», «Фауст-кантата») — кантата советского и российского композитора Альфреда Шнитке из десяти эпизодов для контратенора, контральто, тенора, баса, смешанного хора и оркестра, созданная в 1983 году. Основывается на тексте «Народной книги» средневекового автора Й. Шписа об алхимике и астрологе Иоганне Фаусте, заключившим сделку со злым духом Мефистофелем. Содержит аллюзии на евангельские сюжеты, охватывает проблематику, характерную для общеевропейской и русской культурной традиций. Либретто написано на немецком языке, эквиритмический перевод на русский язык выполнен братом композитора В. Шнитке. В гармоническом отношении представляет собой соединение стилистически разнородных музыкальных техник и направлений, включая академическую музыку, джаз и эстраду. Написана к 125-летнему юбилею Венской певческой академии, впервые исполнена в июне 1983 года в Концертхаусе Вены. В Советском Союзе вначале запрещена, позже — допущена к премьере в октябре того же года. В премьерном показе в Москве партию Мефистофеля должна была исполнять Алла Пугачёва, в последующих постановках в Ленинграде ту же партию исполнила Лариса Долина. Является одним из наиболее известных произведений автора, получивших международное признание. В 1994 году в качестве завершающей части вошла в состав одноимённой оперы, последней в творчестве Шнитке.

## Создание
Идею создания оперы по второй части «Фауста» И. В. Гёте Альфреду Шнитке подсказал театральный режиссёр Юрий Любимов в середине 1970-х годов. Однако эта задача была трудновыполнимой из-за большого размера литературного текста в переводе Б. Пастернака: уместить его в опере, даже в виде ключевых фраз, композитору оказалось сложно. В начале 1983 года Шнитке получил предложение сочинить музыкальное произведение с участием хора и органа к 125-летнему юбилею Венской певческой академии. Произведение должно было быть исполнено на ежегодном Венском фестивале, посвящённом фигуре средневекового немецкого алхимика и астролога Иоганна Фауста в музыке. Шнитке обратился к тексту уже прочтённой «Народной книги» Йоганна Шписа (1587) — первой литературной обработки легенды о Фаусте в прозе — в издании «Легенда о докторе Фаусте» 1978 года, подготовленном В. Жирмунским. В качестве литературной основы будущей кантаты он взял две последние главы о предсмертной исповеди и гибели Фауста. Либретто было написано на немецком языке, при этом Шнитке несколько сократил текст Шписа и структурировал его в десять эпизодов с партиями для четырёх солистов, смешанного хора и оркестра. Позже брат композитора, поэт Виктор Шнитке выполнил эквиритмический перевод либретто на русский язык. Весной 1983 года Шнитке завершил работу над произведением.
Дирижёром первого представления кантаты был выбран Геннадий Рождественский. Он же посоветовал Шнитке в качестве исполнительницы партии Мефистофеля (контральто) популярную эстрадную певицу Аллу Пугачёву. По оценке самого Шнитке, Пугачёва была очень музыкальным человеком, «понимала, что поёт», обладала «железным роковым» голосом. Но работа над кантатой у певицы изначально шла тяжело, к тому же омрачаясь необъяснимыми происшествиями: при распеве в квартире гас свет, а зажжённые свечи тушили порывы ветра. Пару раз посреди ночи звонил Шнитке и рассказывал, что также переживал в тот момент нечто пугающее. На первой репетиции Пугачёву сопровождали многочисленные помощники и специалисты по технике. Длительность седьмого кульминационного эпизода, первоначально не превышавшую семи минут, она увеличила до получаса — всё это время Пугачёва не только пела, но и танцевала, импровизировала, переносила и добавляла музыкальные фрагменты, варьировала мелодию, где ей не хватало диапазона голоса. Как оценил позже Рождественский, в этой роли певица была «исключительно хороша». По окончании репетиции он сообщил присутствующим, что получил информацию о том, что премьера кантаты запрещена. Некоторое время спустя стало также известно, что арестован тираж программки с либретто на русском языке, комментарием композитора и фразой из Библии на отдельной странице. В конце мая — начале июня 1983 года Шнитке, затем — Рождественский, направили директору Московской филармонии Авангарду Федотову письма, возражая против запрета концертного представления кантаты, однако ответа не последовало.

## Исполнение и издание
Премьера кантаты состоялась 19 июня 1983 года на Венском фестивале в исполнении Венского хора и симфонического оркестра, дирижировал Г. Рождественский, партию Мефистофеля (контратенора) исполнил англичанин Пол Эсвуд, контральто — американская джазовая и оперная певица Кэрол Уайет. Присутствовавший на репетиции перед премьерой Шнитке обратил внимание Уайет на то, что её партия была подготовлена в чисто оперной манере, при том, что диапазон голоса певицы, по мнению композитора, был широким. Он указал на необходимость внести соответствующие эстрадные оттенки, попросив её петь в микрофон. В результате в некоторых тактах голос Уайет «эффектно взвивался» на целую октаву выше, чем предусмотрено партитурой.
В конце лета 1983 года дирижеру Валерию Полянскому поступило предложение от Союза композиторов СССР исполнить кантату Шнитке на музыкальном фестивале «Московская осень». Партию контратенора было решено доверить певцу Эрику Курмангалиеву. Партию контральто первоначально вновь хотели предложить А. Пугачёвой, запретив, однако, любые вольные интерпретации партитуры. Но на этот раз от участия она отказалась, сославшись на болезнь — Полянскому пришлось начать репетиции с солисткой Большого театра, оперной певицей Раисой Котовой. За неделю до концерта стало известно об отказе в предоставлении концертного зала имени П. Чайковского для репетиций некоторым композиторам, включая Шнитке, и о том, что оркестр отозван на другое театральное мероприятие. В ответ Шнитке, вместе с М. Таривердиевым и О. Янченко, заявили об отказе от участия в фестивале. В результате решение организаторов было отменено, и репетиции возобновились. На одну из них был открыт свободный доступ — так широкая общественность Москвы, а позже — других городов узнала о подготовке к исполнению кантаты Шнитке. Оно состоялось 23 октября 1983 года.
Во второй половине 1980-х годов кантату ставили также на сцене Ленинградской капеллы — партию контральто Шнитке предложил тогда певице Ларисе Долиной. По её воспоминаниям, она исполнила все пожелания композитора, как в части внешнего вида («достала из чулана» старое чёрное платье с оторванным рукавом, из кучи мусора — «какие-то перья», начесала волосы и намазала чёрным глаза), так и в отношении сценического поведения. Долина бегала по залу, широко раскрыв глаза, «орала что есть мочи», визжала, рычала, потеряв к концу представления, по собственному признанию, самоконтроль и «превратившись в чёрную силу», а на коде — поймала себя на мысли, что ей «хотелось всех искусать». Как вспоминала певица, незадолго до участия в работе над кантатой она приняла крещение. По окончании представления Шнитке нашёл Долину за пожарной лестницей за кулисами «с одурманенными от музыки» глазами и похвалил за отрешение и отдачу.
Наиболее известными изданиями кантаты являются следующие.
| Дата записи           | Исполнитель                                                                                     | Место записи                         | Дирижёр                 | Лейбл, каталожный номер, год издания           |
| --------------------- | ----------------------------------------------------------------------------------------------- | ------------------------------------ | ----------------------- | ---------------------------------------------- |
| 1987                  | Государственный симфонический оркестр и государственный камерный хор Министерства культуры СССР | Нет сведений                         | Геннадий Рождественский | «Мелодия», MEL CD 1001547, 2009                |
| 1985                  | Государственный симфонический оркестр и государственный камерный хор Министерства культуры СССР | Большой зал Ленинградской филармонии | Г. Рождественский       | «Мелодия», MEL CD 1001767, 2010                |
| 29 сентября 2014 года | Концертный симфонический оркестр и камерный хор Московской консерватории                        | Большой зал Московской консерватории | Александр Соловьёв      | Moscow Conservatory Records, SMC CD 0166, 2014 |

## Краткое содержание. Образ Фауста
| Действующие лица                                          | Партия      |
| --------------------------------------------------------- | ----------- |
| Рассказчик                                                | Тенор       |
| Фауст                                                     | Бас         |
| «Сладкоголосый обольститель» — первое обличие Мефистофеля | Контратенор |
| «Жестокий каратель» — второе обличие Мефистофеля          | Контральто  |
| Смешанный оркестр, хор                                    |             |

В Прологе хор предупреждает слушателя, что речь пойдёт о «страшной судьбе» алхимика Фауста, призвавшего на службу злого духа Мефистофеля в обмен на свои тело и душу. Во втором эпизоде Мефистофель впервые является Фаусту по прошествии срока службы, чтобы возвестить о скором конце — попытка раскаяния алхимика оказывается безуспешной. В эпизодах №№ 3—5 Фауст приглашает учеников и друзей в трактир, во время обеда он признаётся о сделке с дьяволом и скором наступлении расплаты. Сочувствуя герою, они советуют ему каяться и вернуться к вере, но Фауст признаёт это невозможным: его грехи такие же тяжкие, как и грехи библейского Каина. По замыслу А. Шнитке, Мефистофель выступает в кантате в двух обличиях — мужском (композитор называет его «сладкоголосым обольстителем» или «Мефистофелем, служащем Фаусту до истечения фатального срока») и женском («жестокий каратель» или «Мефистофель, сбросивший маску и мстящий»). Эпизод № 6 — единственный, в котором оба его голоса звучат одновременно. На сцене — Мефистофель в обличии «обольстителя» исполняет «академический» номер, он является Фаусту в последний раз и якобы утешая героя, уверяет, что для защиты от адовых мук у него будет плоть из стали, а на грядущем Страшном суде его судьба может быть решена иначе. В это же время из-за сцены Мефистофель в обличии «карателя» поёт вторым голосом в микрофон, передразнивая первый. Эту речь Шнитке называет «неким таким последним издевательством» «двуликого» дьявола — неслучайно, эпизод назван «Ложное утешение». В следующем, кульминационном, эпизоде Фауст гибнет — Мефистофель рассказывает о его смерти, обернувшись обличием «карателя» и исполняя танго. В эпизоде № 8 следует рассказ о похоронах героя и о том, что после смерти его призрак стал являться прохожим. В двух последних эпизодах хор подводит итог всей истории и завершает кантату вольной интерпретацией слов из Первого послания апостола Петра, предостерегая от сделок с дьяволом.
«Величайшие писатели и поэты, обращаясь к Фаусту, индивидуально претворяли эту фигуру. Одни (как Гёте) подчёркивали в нём прометеевское начало, другие (как Марло) видели в нём грешника, но для всех характерно одно: никто из них не нашёл в себе сил для фарисейского осуждения его, все они сочувствовали ему и искали возможности его спасения».
Текст «Народной книги» Й. Шписа привлёк Шнитке правдивостью, «живостью как бы реального рассказа о как бы реальном событии»: «неподдельный» народный язык, наивное, «несколько ханжеское» изложение, противоречие между сочувствием грешнику и выраженным в словах осуждением. Образ Фауста в этой книге — более живой и реалистичный, чем у И. В. Гёте. Это человек «чрезвычайно свободного» образа жизни, не закончивший учёбу в университете, но любознательный — он вступает в союз с дьяволом «из любопытства и жажды удовольствий». В фигуре алхимика Шнитке особо выделял «двойственность», соединение «полярных» качеств — природных талантов и «бездарной» погони за властью и наслаждениями, величия и чистоты помыслов и «кощунственного» любопытства к злу и грязи, «дерзновенного» порыва и неспособности справиться с силами, разбуженными этим порывом. Такой подход соответствовал взглядам композитора, в соответствии с которыми добро и зло как противоположные полюса на самом деле сообщаются — у них единая природа. Соответственно и «музыка праведников», и «адская музыка» пишутся одними и теми же нотами — у Шнитке это «структурная необходимость» музыкального произведения. На его восприятие фигуры Фауста повлияло также общение с духовником Н. Ведерниковым. Из этих бесед Шнитке вынес, что с физической смертью Фауста «моральный счёт» к его жизни не окончен: надежда на спасение сохраняется и зависит от того, как люди будут относиться к посмертной судьбе алхимика. Так композитор перестал воспринимать Фауста как «заклеймённого, окончательного и проклятого» грешника — определяющей стала способность к раскаянию. Образ кающегося грешника возникнет и в других произведениях Шнитке: он считал, что такие герои абсолютно не правы, но «каким-то образом выражают суть человека более точно, чем идеальные герои».
После завершения кантаты композитор вернулся к идее создания оперы о Фаусте. Новое произведение по тому же литературному источнику и с тем же названием было окончено в 1994 году — кантата заняла в нём место третьего действия, повествующего о последних днях алхимика. В первом действии оперы ведётся речь об учёбе Фауста и вызове злого духа, во втором — о двадцатичетырёхлетнем сроке служения Мефистофеля. Работая над оперой, Шнитке утверждал, что эта тема стала для него главной. Она относилась к темам, которыми «всю жизнь занимаешься и никак не можешь довести их до конца». Композитор признавался также, что «немножко боится» её, в связи с чем музыковед Александр Ивашкин заметил, что четвёртый по счёту инсульт, в результате которого была парализована правая рука Шнитке, случился именно тогда, когда он практически закончил оперу о Фаусте.

## Музыка

### Жанровое своеобразие
По мнению музыковеда Евгении Чигарёвой, взяв за литературную основу кантаты текст «Народной книги» Й. Шписа, А. Шнитке отказался от просветительских и «субъективно-авторских слоёв» интерпретации народной легенды о Фаусте, тем самым «обнажился» религиозный смысл средневекового сюжета. Она отнесла кантату к произведениям Шнитке, в которых основой концепции стала именно религиозная идея, которая, в свою очередь, диктовала необходимость обращения к хоровому концерту.
Наиболее уместным для воплощения сюжета о Фаусте Шнитке посчитал музыкальный жанр пассиона в «негативной трактовке», то есть «антипассиона», что отражало концепт присущей герою «двойственности». В этой связи музыковед Л. Бобровская указывала на обнаруживаемое «соответствие» эпизодов кантаты Шнитке отдельным частям «Страстей по Матфею» И. С. Баха о страданиях Иисуса Христа: так, Пролог вызывает ассоциацию со вступительным хором у Баха (шествие на Голгофу), прощальный обед с учениками и друзьями и исповедь Фауста — с Тайной вечерей, гибель Фауста —  с Голгофой, Эпилог — с заключительным баховским хором. Также и распределение партий в кантате, за исключением двух обличий Мефистофеля, в целом соответствует их распределению в пассионе Баха. Вместе с тем Бобровская усматривала параллели и между жанром «антипассиона» у Шнитке и чёрной мессой как профанацией евхаристии. В целом, заключала музыковед, в произведении Шнитке одновременно обнаруживается влияние пассиона и «антипассиона»: «Подобно тому, как голос Мефистофеля — контратенор и контральто — постоянно вмешивается и в партию рассказчика, и в музыку хора как неотступный двойник, навязчивый и злобный комментатор, точно так же и жанр „чёрной мессы" извращает, искажает чистый и возвышенный жанр страстей, понятый здесь как жанр сострадания и надежды, молитвы и покаяния».
В эпизоде гибели Фауста Шнитке использует аллюзию на евангельский сюжет распятия Христа, вопреки тому, что сам жанр пассиона предполагает принципиальную однократность, неповторимость и «сверхзначимость» всех событий. Тем самым сюжет кантаты помещается в широкий контекст, а личность Фауста и значение его поступков «беспредельно возвышаются». По Бобровской, основная трагедия Фауста — в том, что, получив от Мефистофеля абсолютную свободу, он начинает нести такую же абсолютную ответственность за результат своей жизни.

### Форма и стилистика
По форме кантата представляет собой музыкальное произведение со вступлением (Пролог), сквозным, на протяжении нескольких эпизодов (№№ 2—7), развитием двух комплексов музыкальных тем, сжатой синтетической репризой и обрамлением (№№ 8, 9), кодой (№ 10). Половина эпизодов кантаты решена в виде весьма строгих вариаций на выдержанную тему (№№ 1, 5, 7, 10, частично — № 9), некоторые — имеют сравнительно строгую или свободную вариантную форму (№№ 3, 4), в других — используется канон (№№ 4, 6, 9, в Эпилоге — в контрапункте с вариациями на выдержанную тему). Эпизоды №№ 2, 3, 5 написаны в трёхчастной форме (эпизод № 5 — с контрастной вставкой среди вариаций и вариантов). В эпизоде № 8 — более свободная форма, но также с наличием крупной периодичности ab а ¹ b ¹. В целом все эпизоды внутренне оформлены, типичных классических инструментальных форм нет — избранные формы именно вокальные, значительное место отведено тематической остинатности.
Два комплекса музыкальных тем искусствовед Валентина Холопова условно назвала «мефистофельским» и «фаустовским». Первый — первоначально излагается в Прологе, затем частично отражается в эпизодах №№ 2, 4—6, становится основой седьмого, кульминационного, эпизода, наконец, упоминается — в Эпилоге. Он включает в себя две мелодические темы и остинатный ритм танго, а также мелодический вариант с параллельными терциями и тему с триольными диссонансами. Второй комплекс начинается в эпизоде № 2 (соло тенора, ответ хора, вальс у фортепиано, скачковые фразы тенора и контратенора), затем дополняется мелодией баса соло в № 4, далее мелодические темы этого комплекса проходят через всё произведение — вплоть до «просветляющей» коды (№№ 5, 8, 10). Важнейшая производная тема второго, «фаустовского», комплекса — аккордовый хорал, вырастающий из оборотов соло тенора и ответов хора в начале № 2; в полной фактуре он звучит в эпизоде № 4. Хорал становится кодовым «морализующим противовесом» всему остальному и сопровождает слова «Так бодрствуйте, бдите…». Композиционно музыкальный материал кантаты организован в своеобразную «звуковую арку»: от первого до четвёртого эпизода — восходящее мелодическое движение, начиная с пятого — трагическое нисхождение.
А. Ивашкин замечал, что проблематика всего творчества Шнитке — «фаустианская», то есть двойственная, «органически амбивалентная»: любой образ здесь сталкивается со своей противоположностью или «обрастает "тенью», постоянно идёт «борьба полярностей, неровность пульса, мучительный самоанализ». То, что на поверхности, вдруг видится с разных точек зрения. Мышление Шнитке, его ощущение мира полифонично — оно воплощает сомнения человека Нового времени, человека, опять же, «фаустовского» типа. В этой связи, заключал Ивашкин, обращение композитора к полистилистике, в том числе, создание полистилистической кантаты о докторе Фаусте, хотя бы и воспринималось как разрушающее привычную логику, на самом деле отражало стремление увидеть «весь мир в едином миге, не расчленённый во времени и пространстве», заключало в себе огромную объединяющую силу, тем самым поднимало эвристическую значимость музыки на более высокий уровень. «Первичными» элементами такой музыки становятся уже не звук и ритм, но стилистические архетипы, символы разных культур. Разнообразные стилистические «слои» кантаты взаимодополняют друг друга, гармоническая организация «увязывает» тональность и атональность, обеспечивает естественный взаимопереход средств мажороминорной тональности, политональности, комплементарной хроматики и додекафонии, гаммы как «связующая сила» «мелосно насыщают и скрепляют» всю композицию, используются музыкально-риторические фигуры. В кантате объединяются авангардное и классическое направления, «лёгкая» музыка — эстрада и джаз. Свобода стилистических модуляций, кроме прочего, помогла Шнитке достичь и значительной вокально-мелодической, фактически оперной широты.

### Эпизоды
| №  | Название эпизода       | Начальная строка                                        | Действующие лица                      | Музыка |
| -- | ---------------------- | ------------------------------------------------------- | ------------------------------------- | --- |
| 1  | Пролог                 | «Вот рассказ о тяжёлой, страшной гибели доктора Фауста» | Хор                                   | Оркестровое вступление в Прологе вызывает ассоциацию со вступительным хором из «Страстей по Матфею» И. С. Баха (шествие на Голгофу) — далее звучат отголоски заключительного хора из «Царя Эдипа» И. Стравинского, повествующего о роковой обречённости героя. Тональность c-moll символизирует одиночество человека, его трудный путь к Богу. В целом восходящий «рельеф» хора в первом эпизоде, доходящий до уменьшенного септаккорда, в эпизоде заключительном затем сменяется до-мажорным хоралом — вариантом начальной темы, но в «сверхмажоре» с высокими ступенями. Такая своеобразная ладовая транспозиция имеет символическое значение, соответствующее религиозной концепции кантаты. Так музыкально-риторические фигуры anabasis, традиционно связывающие восходящее движение с идеей восхождения на небеса (вознесения), буквально обрамляют произведение. |
| 2  | «Близок час»           | «Когда минули двадцать четыре года…»                    | Рассказчик, Мефистофель, хор          | Здесь впервые возникает вальсовый аккомпанемент в сопровождении равномерных дуолей legno и ударов тамтама (так же будет завершена и сама кантата), а интонационную семантику произведения пополняют вставки в духе «экспрессионистски взвинченных» фраз «Воццека» А. Берга. |
| 3  | «Прощальный обед»      | «Все идут в трактир, садятся за стол…»                  | Хор, рассказчик                       | Эпизод выдержан в «пластично-переменной» ритмике Ренессанса: именно переменность гемиольного ритма 3/4 : 6/8 принято считать «визитной карточкой» этой эпохи. В сравнительной простоте фактуры — народное начало, в изысканности ритма — колорит «средневеково-возрожденческой учёности». |
| 4  | «Исповедь Фауста»      | «Досточтимые, любимые господа, друзья мои…»             | Фауст, хор, рассказчик                | С начальной строки здесь — развёрнутое соло баса со вставками «сочувствующего, всё более волнующегося» хора. На фразе «Тут мне предстал сам диавол» в музыку «вплетаются» междометия контратенора. А фраза «Что сами делом сим грешим» выделяется ироническим музыкальным штрихом: используя гармоническую систему, гибко модулирующую из тональности в атональность, Шнитке применяет додекафонный музыкальный ряд. В эпизоде применена музыкально-риторическая фигура catabasis, традиционно связывающая нисходящее движение с идеей падения, низвержения в ад. Партия Фауста в конце исповеди становится речитативной, как бы «ползущей» вниз, на последних звуках и словах нисходящую линию подхватывает кларнет. Реакция учеников на исповедь Фауста — «Ach, Fauste!» — реплика, которая идёт каноном, при этом мотив варьируется, является ярким примером использования мотива креста. |
| 5  | «Скорбь друзей»        | «Раз уж так и другого быть не может…»                   | Хор, рассказчик                       | В композиции кантаты эпизод выполняет завершающую роль по отношению к №№ 1—4: музыкальная тема первого эпизода здесь даётся в нисходящем, вместо восходящего, движении. Роковое нисхождение в партии хора дополняется «взвинченными "воццекообразными» интонациями в партии рассказчика — на фразе «Богу молиться будет, да пользы не видит себе в этом». С трезвучия g-moll у органа с литаврами начинается медленный переход к кульминационному эпизоду, звучащему в той же тональности. |
| 6  | «Ложное утешение»      | «О, Фауст мой, что за малодушие?…»                      | Мефистофель — обе партии, двухголосно | По мнению В. Холоповой, эта часть кантаты является одной из «оригинальнейших музыкально-"театральных» находок Шнитке: канон с искажением мелодии у двух голосов Мефистофеля. Со стилистической точки зрения, эпизод двусмысленен: с одной стороны, это «сладкозвучная» итальянская опера XIX века с мягким bel canto, традиционными тональными аккордами, арпеджио гитары, с другой — пародия из-за «кощунствующего кривлянья» эстрадного голоса. Контральто буквально «передёргивает» все фразы контратенора — в результате любое слово утешения превращается в сарказм: «Твой судный час грядёт не скоро <…> Ободрись, не отчаивайся так! …Он даст тебе плоть из стали, в сталь оденет душу и тем избавит в аду от наказания». Семантический подтекст эпизода однозначный: для искушения дьявол всегда использует «красивую оболочку». На словах рассказчика «Так вещал противно Святому Писанию, лживо» использована музыкально-риторическая фигура catabasis: нисходящая линия с постепенно сужающимися интервалами, до хроматического хода. Оркестровое исполнение роковых двенадцати ударов часов здесь — предвестник скорой расправы. |
| 7  | «Гибель Фауста»        | «А после двенадцати, к часу ночи…»                      | Мефистофель, хор                      | Кульминационный эпизод кантаты решён в виде так называемого «танго смерти» для солирующего эстрадного голоса с хором и оркестром и построен в виде вариаций на выдержанную мелодию с нарастанием к наивысшей точке. Его можно сравнить с «циничным хоровым скерцо» в «Плаче доктора Фаустуса» Адриана Леверкюна — вымышленного персонажа романа «Доктор Фаустус» Томаса Манна (по признанию Шнитке, этот роман произвёл на него сильное впечатление). Танго представлено здесь в его «натуральном» виде: «страстный» голос, доходчивая мелодия, «развязный» остинатный синкопированный аккомпанемент с солирующими саксофонами, тональность — g-moll, танцевальная квадратность музыки. По мере развития мелодии в музыку танго добавляются также «томные» глиссандо у голоса, хора и инструментов, ритмическую группу пополняют фигуры вальса, барабанной дроби и других захватывающих остинато. На эту «покоряющестрастную» музыку приходятся наиболее ужасающие слова, повествующие о расправе дьявола над Фаустом. Так, при изложении 48-тактовой темы, на фразе «В дом внезапно с жестокой силой вдарил ярый грозный вихрь» — в оркестре «всплеск» разбегающихся тремолирующих глиссандо струнных, глиссандирующая «кривая» флексатона. В первой крупной вариации темы фраза «Леденящие сердце свист и шипение» проинтонированы взвинченными трелями духовых, тремоло струнных, разнонаправленными глиссандо флексатона и электрогитар, пассажами виолончелей и контрабасов sul ponticello. Для фразы «Тут двери к Фаусту открылись с громом, он закричал: "На помощь! Караул!» применён «многоголосный» хор труб, тромбонов, тубы, удары тарелок, большого барабана, тамтама, диссонантные восклицания хора и «истошные» глиссандо с трелями у валторн. На фразе «Но голос хриплый был слышен слабо, и всё слабей, и скоро Фауст умолк» оркестр «послушно убывает», переходит к прозрачному звучанию челесты, чембало, пиццикато струнных. Кульминационное нагнетание начинается от фразы «Лишь всюду в тёмных брызгах кровь, в белых налипших сгустках мозг» и достигает апогея на фразе «Повисли руки, как плети ноги, а голова туда-сюда мотается». Хор здесь поёт то уплотнённо — параллельными квартами и квинтами, то глиссандирующими «воплями» (сочетание музыкально-риторических фигур catabasis и passus duriusculus), вторя солистке контральто. В туттийном 12-такте к глиссандному скольжению по клавиатуре прибегает орган, и вся «ткань» мелодии предельно насыщается при помощи ритмической полифонии танго, вальса, барабанной дроби. Мелодию и ритм эстрадного плана в этом эпизоде Шнитке проработал на высоком профессиональном уровне, использовав сильнодействующую технику хроматики, диссонансов, микрохроматики, насыщенную полипластовую фактуру, сложно дифференцированную полиритмику, гипертрофированные мелодические скачки. Таким образом, те музыкальные средства для выражения кульминации кантаты, которые, по выражению В. Холоповой, на предварительном этапе композитор «выгнал в дверь», в конце концов к нему «влезли в окно». |
| 8  | «После смерти Фауста»  | «Те же магистры, бакалавры, студенты…»                  | Рассказчик, хор                       | От этого эпизода идёт сжатая реприза музыкального материала всей кантаты — воспроизводятся мотивы рассказчика и хора из эпизода № 2. Выделяются выразительные детали: фраза «Скорей был предан земле» сопровождается музыкально-риторической фигурой catabasis в отдельных партиях; на фразе «Призрак Фауста явился ночью к Вагнеру» возникает «мучительно» глиссандирующая реплика солирующего в высоком регистре контрабаса; вслед за фразой «Много всяких тайн ему открыл» следует тембровая «вспышка» из-за игры 14 скрипок в высоком регистре вместе с «загадочно оживившейся» челестой; последние слова о Вагнере «Немо глядя вслед любому, кто мимо шёл» окружены хором стихающих «вздохов» виолончелей и фортепиано. |
| 9  | Эпилог                 | «Сим кончается та притча правдивая…»                    | Хор                                   | Эпизод «выравнивает» композицию кантаты, вводя репризу темы с параллельными терциями из первого эпизода, возвращая тональность c-moll и тембр органа. Терцовая тема у органа соединена с ритмическим каноном говорящего хора. К концу эпизода возникают также мотивы вальса и «ирреально» звучащего танго (у флейты-пикколо и флажолетов двух скрипок). |
| 10 | «Заключительный хорал» | «Так бодрствуйте, бдите…»                               | Четыре солиста, хор                   | Традиционная кода, призванная здесь быть катарсисом, в тональности C-dur. До-мажорный взлёт подчёркивается партиями трубы и электрогитары — фигура anabasis в данном случае принимает вид обертонового звукоряда. Вступает тема морального очищения, проводимая сначала у органа, затем у хора: «Так бодрствуйте, бдите!», интонационная «нить» которой шла от второго эпизода. Стройному хоралу контрапунктирует тема исповеди Фауста из эпизода № 4. Таким образом, выражая тематическое завершение кантаты, кода иллюстрирует «сплетение» двух главных этических мотивов — признания в грехе и морализующий призыв. Хорал опирается на традиционные созвучия, но при этом допускает их хроматические «соскальзывания». В результате соблюдается классическая консонантная стройность гармоний и не отменяется их хроматическая основа. Однако замыкается произведение преднамеренно не катарсисом: в конце, словно отголосок «жизненных радостей», звучит «наивный вальсик» у фортепиано, на фоне которого ровной чередой, как символ бегущего времени, тянутся удары legno (с тамтамом), постепенно удаляясь до полного исчезновения. Этот вальс как бы «погружает» разыгравшуюся в кантате трагедию в область предания, притчи. Здесь В. Холопова обращается к манновскому описанию окончания «Плача доктора Фаустуса» Леверкюна: «Последнее слово, последний отлетающий звук медленно меркнет в пианиссимо ферматы. И всё. Только ночь и молчание». При всём контрасте очевидной гуманистичности композитора Шнитке и «преднамеренного дегуманизма» вымышленного литературного героя, заключала она, акатартичность «последнего слова» в музыкально-философской концепции — это знак мысли одного и того же столетия. |

### Кульминация
Седьмой эпизод кантаты — дьявольская кара продавшего душу Фауста — наиболее сильный по эмоциональному воздействию на слушателя. Здесь достигает апогея морализующее начало литературного сюжета Й. Шписа. Поначалу Шнитке намеревался применить в эпизоде «сильнодействующие» музыкальные средства — «воющее» глиссандо, хаотическую алеаторику, «режущие» диссонансы. Но посчитал, что они не произведут должного впечатления, так как не будут выражать «унижение банальностью». Именно такой «способностью», стремясь показать зло как пошлость, Шнитке наделил Мефистофеля — злой дух исполняет «арию» в ритме танго, которое трактуется здесь как стереотип фатальности смерти. Глубокое эмоциональное впечатление от прослушивания должно было одновременно восприниматься как этически менее приемлемое, поскольку о возмездии за земные грехи вокализирует, в данном случае, дьявол. Так стилистически сниженная музыка — своеобразный эстрадный шлягерный элемент, средство гротеска — заняла место в центральной части академического произведения, составив «шокирующий музыкальноморальный» контраст. Музыкальный критик А. Хрипин следующим образом сформулировал суть кульминационного эпизода: «…В точке золотого сечения кантаты высокий катарсис оборачивается травестией и намеренным снижением — смерть несёт карающий Мефистофель в образе вульгарной эстрадной дивы, завывающей в микрофон похабно-банальное, полупьяное танго».
«Я вспомнил о разговоре дьявола с Адрианом Леверкюном у Томаса Манна. Там сказано, что самое страшное в адских муках не боль, а унижение, безмерное унижение. И я понял, что здесь [в эпизоде № 7] необходимо стилистическое снижение».
«Зло должно привлекать. Оно должно быть приятным, соблазнительным, принимать облик чего-то <…> комфортабельного, приятного, во всяком случае — увлекающего. Шлягер — хорошая маска всякой чертовщины, способ влезть в душу. Поэтому я не вижу другого способа выражения зла в музыке, чем шлягерность».
Позже Шнитке признавался, что сильно рисковал, выбрав такое музыкальное решение кульминационного эпизода кантаты. На самом деле, замечала В. Холопова, оно вполне соответствовало начавшейся ещё с 1960-х годов общей тенденции в творчестве многих композиторов к синтезу различных музыкальных стилей. Кроме того, использование легко узнаваемых музыкальных «моделей», которым придаются как этически позитивные, так и этически негативные функции, основано на известном коммуникативном эффекте: быстрее и надёжнее в сознание слушателя внедряется то, что более доступно восприятию, подготовлено стойким опытом прошлого . Наконец, обращение к танго с его опорой на ритм в кантате Шнитке — одно из проявлений разворота традиционно мелодической европейской (в том числе русской) музыкальной культуры в сторону нехарактерной ритмической интерпретации. В 1970—1980 годы произошёл всплеск интереса к жанру танго в западной эстрадной музыке и в советской культуре. Композитор Н. Каретников использовал его в своей опере как предсмертный танец покончившего с собой героя. Сам Шнитке выделял оказавшие на него особое влияние произведения с «роковым» танго — «Трёхгрошовую оперу» К. Вайля, поэму «Война и мир» В. Маяковского, фильм «Последнее танго в Париже» Б. Бертоллучи. В 1977 году композитор включил танго в Concerto grosso № 1.
Сложный психологический комплекс воздействия кульминации кантаты заключается в том, что справедливо ожидавший возмездия слушатель в конечном итоге приходит в трепет и «отшатывается» от жуткой расправы дьявола, от его «бесчеловечной низости», ярко представленной в интонациях «танго смерти». В этом пафосе переживания рождается сожаление о судьбе Фауста, сочувствие к нему и даже боль за наказуемое «живое существо». Такой психологический комплекс переживаний привычен для русской художественной классики. Создание Шнитке произведения о Фаусте являлось, таким образом, не только следованием общеевропейской традиции, но и обращением к характерной для русской литературы XIX века теме «униженных и оскорблённых». Музыкально-художественное решение этической проблемы в кантате в целом, по Холоповой, — «словно авторское предупреждение о реальном зле в человеке», актуальное предостережение, типа «Живи и помни!».

## Признание и критика
Диапазон экспертных оценок кантаты варьирует от констатации факта её широкой популярности, наряду, например, с Реквиемом, до признания в качестве «вершины музыкальной эволюции» А. Шнитке. Музыковед Е. Чигарёва отнесла её к «знаковым» для творчества Шнитке произведениям, отражающим «определённое духовное состояние» современного мира. После прослушивания кантаты в 1983 году музыкант Борис Терентьев представил положительный отзыв от Союза композиторов СССР, в котором указал, что не имел возражений против её концертного исполнения, тем более что произведение, по его мнению, создано талантливым и опытным композитором и представляет художественный интерес. Обе премьеры — и венская, и московская — прошли с большим успехом. Рецензии в европейской прессе были восторженными — в одной из таких публикаций Шнитке отнесли к числу крупнейших композиторов современности. В другой — олицетворяли с главным героем его произведения (между тем, накануне венской премьеры Шнитке принял крещение). Всплеск интереса, предварявший московскую премьеру кантаты, порождал различные слухи, в частности о том, что Шнитке сочинил музыкальное произведение специально для А. Пугачёвой. Спрос на билеты на премьерный показ был огромен: в день самого представления подступы к концертному залу охраняла конная милиция, в зале «царил ажиотаж». По мнению В. Холоповой, повышенный интерес к кантате — один из примеров восстановления популярности академической музыки после некоторого сужения её аудитории в предыдущие десятилетия.
Критические замечания вокруг кантаты фокусировались на стилистической обособленности эпизода танго: оно «затмевает» остальную музыку произведения, заключительный хорал «блекнет», финал «проваливается». Как замечала музыкальный критик Е. Истратова, сам Шнитке «переусердствовал с нарочитой установкой на пошлость» танго. В кантате, по её мнению, «нарушена» последовательная логика драматургического развития — негативное противопоставление второго обличия Мефистофеля здесь чрезмерно превышено, даже при том, что ни первое обличие дьявола, ни сам Фауст положительными героями не являются. Следствием такой музыкальной «изолированности» эпизода танго является особая сложность режиссёрской интерпретации произведения. Чаще всего, заключает критик, эпизод звучит как вставной номер, не связанный с тем, что до и после — даже при идеальном прочтении партитуры «триумф танго непреодолим». Обращаясь к шнитковскому утверждению о том, что он не видел другого способа выражения зла в музыке, чем шлягерность, Истратова замечала, что само танго стало своеобразным «шлягером» для его кантаты. Е. Чигарёва также отмечала, что «устрашающая картина разгула дьявольских сил» в эпизоде танго производит особенно сильное впечатление, и что здесь Шнитке подошёл к «опасной границе» в искусстве, но впрочем, добавляла, что сводить к этому весь смысл кантаты, возможно, будут не слишком искушенные и «нефилософствующие» слушатели. По её мнению, произведение Шнитке на самом деле ставит «вечные» вопросы: добро и зло, грех и возмездие, покаяние и искупление жертвой, жизнь, смерть и духовное бессмертие — все те, которые создают особую «заряженную трагизмом» атмосферу его музыки, но так и не разрешаются до конца в кантате.
Исполнение кантаты было включено в концертную программу Крещенского фестиваля, прошедшего в московском театре «Новая опера» 19—29 января 2023 года. Фестиваль открыла опера «Доктор Атом» американского композитора Дж. Адамса, посвящённая первым ядерным испытаниям и последовавшей катастрофе. Примечательно, что в комментарии к московскому концерту-премьере «Истории доктора Иоганна Фауста» в октябре 1983 года Шнитке упоминал об особой актуальности образа Фауста именно в связи с прогрессом в области ядерной энергетики: «Человечество овладело энергией, способной уничтожить или преобразить мир, но не нашло ещё способа обуздать нервную энергию своего склонного к заблуждениям сознания, порождающую недоверие и вражду».

### Комментарии
1. ↑  «Трезвитесь, бодрствуйте, потому что противник ваш диавол ходит, как рыкающий лев, ища, кого поглотить» (1 Пет 5:8, в Синодальном переводе).
2. 1 2 3  Названия эпизодов указаны в соответствии с авторским комментарием к концерту 23 октября 1983 года[18]. В CD-издании кантаты 2010 года некоторые из них поименованы иначе, например, эпизод 3 назван «Прощание Фауста со своими учениками и друзьями». Эпизоды 6 и 10 имеют более развёрнутое название, соответственно «Ложное утешение (Мефистофелем Фауста)» и «Заключительный хорал (итог кантаты, назидание потомкам)»[17].
3. ↑  Н. Каретников знакомил Шнитке с этой оперой до создания «Истории доктора Иоганна Фауста». Появление «танго смерти» в кантате Шнитке впоследствии Каретников воспринял как стилистический плагиат, с чем первый, однако, не соглашался[60]. Тем не менее сторонние рецензенты находили общее в музыке танго двух композиторов: в частности, в статье о постановке оперы Каретникова в 2010 году издание «Коммерсантъ С-Петербург» отдельно выделило предсмертное танго героя, указав на то, что оно напомнило танго Мефистофеля из «Истории доктора Иоганна Фауста» Шнитке[61].
4. ↑  Позже об этом расскажет и Л. Долина, указав в качестве источника самого композитора[15].